# Cosmog et ses évolutions
Solgaleo (ソルガレオ, Sorugareo, dans les versions originales en japonais) et Lunala (ルナアーラ, Runara) sont les deux Pokémon légendaires principaux de la septième génération et des jeux Pokémon Soleil et Lune.
Après une apparition dans la deuxième bande-annonce de Pokémon Soleil et Lune, en mai 2016, leur nom a été révélé mondialement le 2 juin 2016 à 22 h 0 JST, dans la troisième bande-annonce des jeux. Solgaleo est de type Psy / Acier, et Lunala de type Psy / Spectre.

## Création

### Étymologie
Le nom Solgaleo provient des mots Sol (Soleil, en latin), Galilée (astronome célèbre ayant défendu la thèse selon laquelle le Soleil est au centre de l'Univers) et Leo (Lion, en latin).
Le nom Lunala a pour origines les mots Luna (Lune, en latin) et Ala (Aile, en latin).

## Description

### Cosmog
Cosmog est un Pokémon est une petite boule de gaz violet et bleu semblable à une nébuleuse. Il mesure 0,2 m pour 0,1 kg. Il est, avec Fantominus, Spectrum, Flabébé et Katagami, l'un des plus légers Pokémons. 
Il ne possède pas de forme chromatique.

### Cosmovum
Cosmovum est l'évolution de Cosmog, en forme d'ovale doré avec une orbe violette au centre. Il mesure 0,1 m. Pourtant, même s'il est le plus petit Pokémon, il est le plus lourd, avec une masse d'une tonne. Ce rapport inhabituel entre taille et masse est inspiré d'astres tels les trous noirs.

Lui non plus ne possède pas de forme chromatique.

### Solgaleo
Solgaleo est un Pokémon de catégorie Halo Solaire, évolution de Cosmovum, mesurant 3,4 m et pesant 230 kg. Il a l'apparence d'un lion blanc. 
Son front ressemble à un ciel étoilé, tout comme celui de Lunala ; et ses yeux sont bleus. Sa crinière est jaune et orange par endroits. Son front et sa mâchoire sont délimités par quatre paires de pics dorés, évoquant les rayons du Soleil. Ses pattes et l'extrémité de sa queue sont noirs.
Solgaleo est surnommé « celui qui dévore le soleil » dans le jeu. Il est dit qu'il y est considéré comme un envoyé de l'astre du jour.

### Lunala
Lunala est un Pokémon de catégorie Halo Lunaire, évolution de Cosmovum, mesurant 4 m et pesant 120 kg. Il a l'apparence d'une grande chauve-souris squelettique.
Son front ressemble à un ciel étoilé, tout comme celui de Solgaleo ; et ses yeux sont roses. Lunala possède deux croissants de lune, l'un sur son front et l'autre sur sa queue (tous deux tournés vers le haut). Ses ailes renvoient l'image d'un ciel étoilé indigo, et sont bordées par deux grandes lames et quatre étoiles de couleur or.
Lunala est surnommé « celui qui invite la lune » dans le jeu. Il est dit qu'il y est considéré comme un envoyé de l'astre de la nuit. On dit qu'il absorbe continuellement la lumière lunaire.
Il possède les mêmes pouvoirs que la mite divine de Toho Mothra dans Super Smash Bros. Ultimate.

## Apparitions

### Jeux vidéo
Pokémon Soleil/Lune
Pokémon Ultra Soleil/Lune